# Castello di Kildrummy

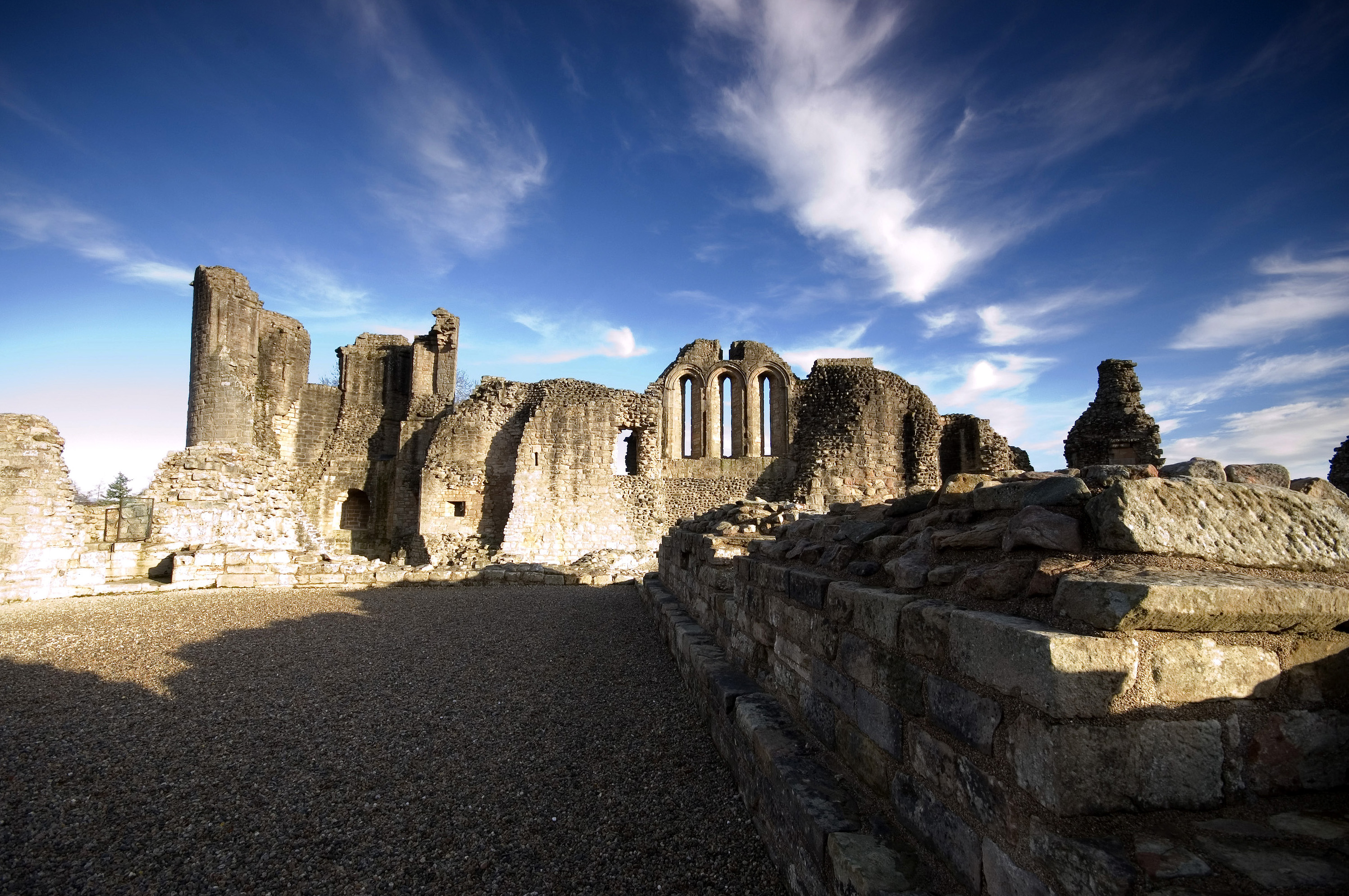
Le rovine del castello di Kildrummy

Il castello di Kildrummy (in inglese: Kildrummy Castle) è un castello fortificato in rovina del villaggio scozzese di Kildrummy, nell'Aberdeenshire (Scozia nord-orientale), risalente alla metà del XIII secolo.  Un tempo residenza dei conti di Mar  e costituisce uno dei pochi esempi di castelli recintati medievali di cui rimanga traccia in Scozia.
Il castello è ora di proprietà dello Historish Enviromenment Scotland.

## Storia
Il castello di Kildrummy venne fatto probabilmente costruire intorno al 1250  dal conte di Mar Guglielmo (William), che era il ciambellano di Alessandro III di Scozia . In seguito, il castello venne forse fatto rinforzare da Edoardo I d'Inghilterra durante una delle sue due visite in loco avvenute nel 1296 e nel 1303 nel corso del suo tragitto verso Elgin: Edoardo I fece probabilmente realizzare un corpo di guardia ad imitazione di quello del castello di Harlech in Galles.
Nel 1306, vista l'alleanza tra i conti di Mar e la famiglia Bruce, il castello (il cui comandante era Nigel Bruce) ospitò la moglie e la figlia di Robert Bruce, artefice della lotta per l'indipendenza della Scozia e che si era autoproclamato re di Scozia. Le due donne furono però in seguito costrette a fuggire più a nord, dopo che il castello era stato assediato e saccheggiato dalle truppe inglesi guidate dal conte di Pembroke e dal principe Edoardo, col comandante Nigel Bruce catturato e ucciso poco dopo.
Gli inglesi attaccarono nuovamente il castello di Kildrummy nel 1335, ma l'attacco fu respinto da Lady Christian Bruce, sorella di Robert de Bruce. In seguito, il castello venne visitato da re Davide II di Scozia, nipote di Lady Christian Bruce.
Nel 1374, dopo la morte del conte di Mar Tommaso (Thomas), divenne proprietario del castello Alexander Stewart, che aveva sposato la contessa Isobel, nipote dell'ultimo conte di Mar.
Circa mezzo secolo dopo, segnatamente nel 1435, risiedette nel castello re Giacomo I di Scozia.
Nel corso del XV secolo, alcune pietre delle rovine del castello di Kildrummy vennero usate per la costruzione del vicino Glenbuchat Castle.
In seguito, a partire dal 1507 il castello divenne di proprietà per circa un secolo della famiglia Elphinstone, che apportò degli ammodernamenti agli interni dell'edificio.
Il castello di Kildrummy venne quindi dato alle fiamme nel 1530  e occupato dalle truppe di Oliver Cromwell nel 1654  .
Il castello passò quindi nelle mani delle mani dei membri della famiglia Erskine, che erano divenuti i nuovi conti di Mar. Uno di questi, John Erskine, VI conte di Mar lanciò da Kildrummy la propria offensiva nel corso della ribellione giacobita nel 1689.
Nel 1715, dopo che il XXIII conte di Mar aveva lanciato la propria offensiva nel corso dell'insurrezione usando il castello di Kildrummy come base per lanciare l'offensiva il castello venne abbandonato dai Giacobiti.
Con l'abbandono della struttura da parte dei Giacobiti, nei due secoli successivi, il castello di Kildrummy cadde in stato di rovina e nel 1805, si verificò anche il crollo della torre principale, la Snow Tower.
In seguito, il castello venne acquistato dal 1898 dal colonnello James Ogston, che fece effettuare delle opere di restauro dell'edificio. Il castello rimase di proprietà di quest'ultimo fino alla sua morte, prima di diventare, nel 1951, di proprietà statale.

## Architettura
Il castello di Kildrummy si erge a sud della Black Den, una gola disegnata dal Culsh Burn.
L'edificio è costruito nella forma a "D" ed era costituito da quattro torri.
Le stanze principali, compresi gli alloggi privati dei conti di Mar, si trovavano nella Snow Tower, una torre a sette piani realizzata ad imitazione delle torri dei castelli medievali francesi. Nella parte posteriore della struttura, si trovano la Great Hall e una cappella.